# クマムシ (お笑いコンビ)
クマムシは、ワタナベエンターテインメント所属のお笑いコンビ。2010年結成。ワタナベコメディスクール12期生。

## メンバー
- 佐藤 大樹（さとう ひろき、1988年3月30日（37歳） - ）
ツッコミ（ネタによってはボケ）担当。
身長177cm、体重61kg、血液型B型。
富山県下新川郡入善町出身[1]。
富山県立入善高等学校、東京経済大学経営学部卒業[2]。
高校生時代はサッカー部に所属、ポジションはフォワードだった[1]。
趣味は音楽鑑賞、ファッション。よくクラブ、スイーツ店に行く。野球、絵画、映画鑑賞が趣味だったこともある[3]。
特技はギター[3]。
2015年の時点で、飲食業界企業の社長令嬢と同居しており、自分は『ヒモ』だとも話していたが[4]、同年9月頃に破局した（彼女の方からフラれた）ということを告白した[5]。その後、また他の社長令嬢と付き合っている話はあったが、2020年2月4日放送の『踊る!さんま御殿!!』（日本テレビ）に出演した女優でモデルのデコウトミリが、「2週間前にクマムシの佐藤と別れた」と話し、破局後ながら佐藤の彼女が判明した。2020年5月2日放送の『有吉反省会』（日本テレビ）でデコウトとの交際を再開することとなった[6]。2020年12月8日放送のさんま御殿でデコウトミリも復縁を報告。
相方に対して自身は「歌わない方」「何もしない方」「あったかくない方」などと揶揄されている。
顔つきが俳優の菅田将暉やアイドルの小瀧望（ジャニーズWEST）に似ており、自身もTikTokなどでネタにしている[7]。
- 長谷川 俊輔（はせがわ しゅんすけ、1985年12月18日（39歳） - ）
ボケ（ネタによってはツッコミ）&歌・ネタ作り担当。
身長172cm、体重70kg、血液型O型。
埼玉県川口市出身[1]。川口市立上青木中学校、武南高等学校卒業[8]。
趣味・特技は、音楽鑑賞、DJ、オリジナルソング製作、カラオケ、指だけでのダンス。柔道2段の資格があり、高校生時代は柔道部主将で、柔道の県大会で3位になったことがある[1]。
学生時代は目立ちたがり屋で、中学生時代は体育祭で応援団長を務めたことがあった[1]。
音楽では、山下達郎の作品を好む[9]。「いい音源」「素敵な音楽」だと思った音源、レコードをよく集めている[10]。好きな漫画は『ドラゴンボール』、『SLAM DUNK』。映画、ドラマは『古畑任三郎』（フジテレビ）などの三谷幸喜作品[11]。クマムシ結成前は、クラブDJをやっていた[12]。
自分で自分を「ヒゲ坊主の方」と言っている[10]。しかし、23歳当時はアフロヘアーだった[1]。
小学生時代から大学生時代まで、愛称はずっと「はせマン」だった[11]。
高校生の時は極楽とんぼのファンで、ルミネtheよしもとで極楽とんぼの出演する公演をほとんど観ていた[13]。また、高校の文化祭にトータルテンボスがゲストに招かれ、その前座を長谷川が務めて校長先生らの物真似を演じてウケたという。その後のトータルテンボスのステージはマイクのスイッチを入れ忘れたりしたなどのミスなどもあって微妙な空気になり、長谷川はトータルテンボスの二人に「前座の方がウケてどうするんだよ! 吉本で一緒にお笑いやろうよ」と言われたという[1]。
声優の望月英はお互いの実家が近所で幼馴染。
富山グラウジーズを熱心に応援している[14]。

## 来歴・概説
2010年4月、二人ともワタナベコメディスクールに12期生として入学。同年クマムシ結成。最初は二人ともピン芸人志望だったが、ワタナベコメディスクールの講師に勧められてコンビを組んだ。ワタナベコメディスクール在学当時、それぞれの外見が長谷川がいかつく、佐藤がチャラいと言うことで二人ともスクールの中で孤立していたとのことで、コンビ結成の話は佐藤の方から持ち掛けたが、長谷川は最初「うわ、こいつか」と思ったという。そして、結成当初ライブでコントを演じて優勝したこともあった。翌2011年3月同スクール卒業後、同スクールの2次審査を経て、ワタナベエンターテインメント所属が決まる。なお、コンビ名は佐藤が決定し「過酷な環境の中でも生きていけるクマムシのように、厳しい芸能界を生き抜いて行けるように」と言う意味を込めたという。
元々はコント師を目指し、かつては長谷川が「おにぎり丸司」（おにぎりまるつかさ）と言うキャラクターに扮して自作のヴィジュアル系ソングを披露するなどのネタのコントをしていたなどのこともあった。しかし事務所ライブでの評価がいまいちだったことや、予算などの都合でコントは断念し、漫才スタイルに転向した。そして、作家に「とにかく好きなネタをやってみたらいい」などとアドバイスされたことで、長谷川が子供の頃から歌が好きだったこと、佐藤も英文をメロディを付けながら勉強していたほど音楽好きだったことから、歌ネタを始めることとなった。
ネタは「アイドルソング漫才」と称して、「もしも女の子に生まれ変わったら」などのテーマで歌ネタを披露し、その中で様々な温かく感じるものを長谷川が「あったかいんだからぁ〜」と歌い、佐藤がそれに突っ込むというスタイルのものなどがある。なお、このネタについては長谷川は「こぶじまだいこ」を名乗り、この名前については佐藤が長谷川を「コブダイの親分みたいだよ」と表現していることに由来する。このネタが出来たきっかけは、この前にやっていたヴィジュアル系の歌をネタにした漫才の続編を作ろうとしていたところ、アイドルソングにした方が長谷川の見た目とのギャップが生じて面白そうと思ったことだった。最初、本来は魚をモチーフにした歌ネタがメインだったが、それらを繋ぐ「あったかいんだからぁ～」と言うフレーズの方がライブでウケて、事務所ライブの観客投票で3位になるほど良い評価を得た。最初は2人ともこの客の反応が良くわからなかったが、結局このネタを続けていくことになった。なお「あったかいんだからぁ～」と言うネタを思い付いたきっかけは、長谷川が薬局で棚卸しのアルバイト中、コーンスープのパッケージに書いてあった「あったか〜い」と言う文字を見つけたことからという。そして、2014年9月25日放送の『アメトーーク!・ザキヤマ&フジモンがパクリたい-1GP』（テレビ朝日）でこのネタを披露したところ話題となり、直後に着ボイス化が決定、後にこの着ボイスがデイリーランキング1位も獲得した。このネタについては、柏木由紀、松井珠理奈らAKB48グループのメンバーもハマっていたり、BIGBANGがライブで披露したり、SEKAI NO OWARIがこの歌を演奏したり、きゃりーぱみゅぱみゅやSHU-Iのジンソクがインスタグラムでこの歌を公開するなど、お笑い界の枠を超えて音楽界にもファンが広がっているという話題もある。「あったかいんだからぁ～」で売れてからは、長谷川が「あったかい方」、佐藤が「冷たい方」などとも言われているという。
2014年12月には、日本武道館で行われたロックバンド・シドが主催するライブで前座として出演した。
2015年2月4日、「あったかいんだからぁ♪」でユニバーサル・ミュージックよりCDデビュー。第57回日本レコード大賞で特別賞を受賞。2015年度ブレイクタレントランキングでは第6位にランクインした。M-1グランプリでは2015年・2018年・2022年に3回戦進出。
2016年以降は全国的な露出は減少し、佐藤の地元である富山県を中心とした北陸地方での活動が増えている。富山県と石川県では複数のレギュラー番組を抱え抜群の知名度を得ており、営業もその地域が特に多い。
2024年4月より漫才協会に所属。

## 出演

### テレビ
- 富山いかがdeSHOW→フルサタ!（富山テレビ） - レギュラー出演
- 2時はどきどき5ch（北陸朝日放送） - 金曜MCレギュラー出演
- ギュッ!と石川 ゆうどきLive（北陸朝日放送、2019年4月 - ） - リポーター
- 青春!イモトの門（BSフジ）- レギュラー出演
- オンバト+（NHK総合）- 2012年9月29日初出場 戦績1勝1敗 最高365KB(これはオフエア時のKBで、オンエア時の最高は313KBである)
- ぐるナイおもしろ荘（日本テレビ）
- ワラリズム（フジテレビ）- 2013年4月9日 ネタ『Library♪』を披露し、「ダウンロード額」1位でこの日の優勝に選ばれた。
- 特捜警察ジャンポリス（テレビ東京）- 不定期出演
- アメトーーク!（テレビ朝日）
- WADAIの王国（TBSテレビ）- 2015年1月29日｢あったかい｣歌詞募集の企画にて
- 嵐にしやがれ（日本テレビ） - 2015年2月14日
- SMAP×SMAP（フジテレビ） - 2015年2月16日「コント」で稲垣吾郎と香取慎吾と共演、2015年4月27日「S-Live」でSMAPと共演して「笑顔のゲンキ」「あったかいんだからぁ♪」を披露。
- ミュージックステーション（テレビ朝日） - 2015年3月13日
- 志村けんのだいじょうぶだぁ（フジテレビ） - 2015年4月29日 演芸コーナーに出演。志村けんと共演。
- めちゃ2イケてるッ!（フジテレビ） - 2015年4月4日「めちゃギントン」に出演。
- ものまねグランプリ（日本テレビ） - 2015年5月19日 - 12月15日
- 水曜歌謡祭（フジテレビ） - 2015年5月27日 THE ALFEEとの共演で「SWEAT & TEARS＋あったかいんだからぁ♪」を披露。
- ダウンタウンDX（読売テレビ） - 2015年6月18日 ダウンタウンと共演。
- 今夜復活! 歌がうまい王座決定戦（フジテレビ） - 2015年7月17日 一回戦では長谷川がソロでAIの「Story」を歌唱したが敗退。
- とんねるずのみなさんのおかげでした（フジテレビ） - 2015年8月27日「喫茶距離感」でとんねるずと共演。
- PON!（日本テレビ）- 突撃芸人（木曜日、2015年10月8日 - ）
- 第66回NHK紅白歌合戦（NHK総合） - 2015年12月31日 楽屋ロビー中継を担当。コロッケと20th Centuryが進行したネタ見せで合格し、ピスタチオととにかく明るい安村、NMB48のメンバー16名と細川たかしのバックダンサーを務めた。
- Let's天才てれびくん（NHK Eテレ）- 2016年12月12日-15日
- ぽかぽか（フジテレビ）- 2023年6月29日
- FNS27時間テレビ（2023年7月23日、フジテレビ）「run for money 逃走中 27時間テレビスペシャル」 - 長谷川のみ
- コトコト〜おいしい心と出会う旅〜 富山編（2024年12月7日、NHK BSプレミアム4K / 2024年12月8日、NHK BS / 2024年度冬、NHK総合） - 佐藤のみ[30][31]

この他、ゲスト出演多数

### インターネット配信
- 頂♡アイドリーム（YouTube） - 2025年6月23日 - 、MC

### CM
- 丸亀製麺「だし玉肉うどん」（2015年） - 出演のほか、曲ではなくキャッチフレーズとして「あったかいんだからぁ」を使用。
- コムテック「クマムシ あったかいんだからぁ 」篇 （2017年）[32] - 出演のほか、曲として「あったかいんだからぁ♪」を使用。
- オートバックス（2017年、北陸三県限定）[33] - 出演のほか、曲として「あったかいんだからぁ♪」を使用。
- 花王 ハミング温感テクノロジー（2021年11月 - ） ※村方乃々佳と共演[34]
- 富山常備薬「富山常備浴」（2023年10月 - ）[35]
- ホクレン 灯油キャンペーン2024「あったかいんだからぁ」篇（「あったかいんだからぁ♪」の替え歌のみ）

## 作品

### シングル
1. 「あったかいんだからぁ♪」（2015年2月4日、ユニバーサルミュージック）[24]
2. 「なんだしっ!」（2015年7月29日発売、ユニバーサルミュージック）[36][37]

### 配信シングル
1. 「シャンプー」（2015年7月）
2. 「could you tell me」（2015年8月）

### アルバム
1. 特別なスープ （2015年12月16日）[38]

## 受賞歴
| 年     | 賞                             | 部門                                        | 対象                  | 結果 |
| ------ | ------------------------------ | ------------------------------------------- | --------------------- | ---- |
| 2015年 | 第57回日本レコード大賞         | 特別賞                                      | あったかいんだからぁ♪ | 受賞 |
| 2015年 | 第48回日本有線大賞             | 有線話題賞                                  | あったかいんだからぁ♪ | 受賞 |
| 2016年 | 第30回日本ゴールドディスク大賞 | ベスト・演歌 / 歌謡曲・ニュー・アーティスト | -                     | 受賞 |